# Pare-feu (lutte contre l'incendie)
Pour les articles homonymes, voir Pare-feu.

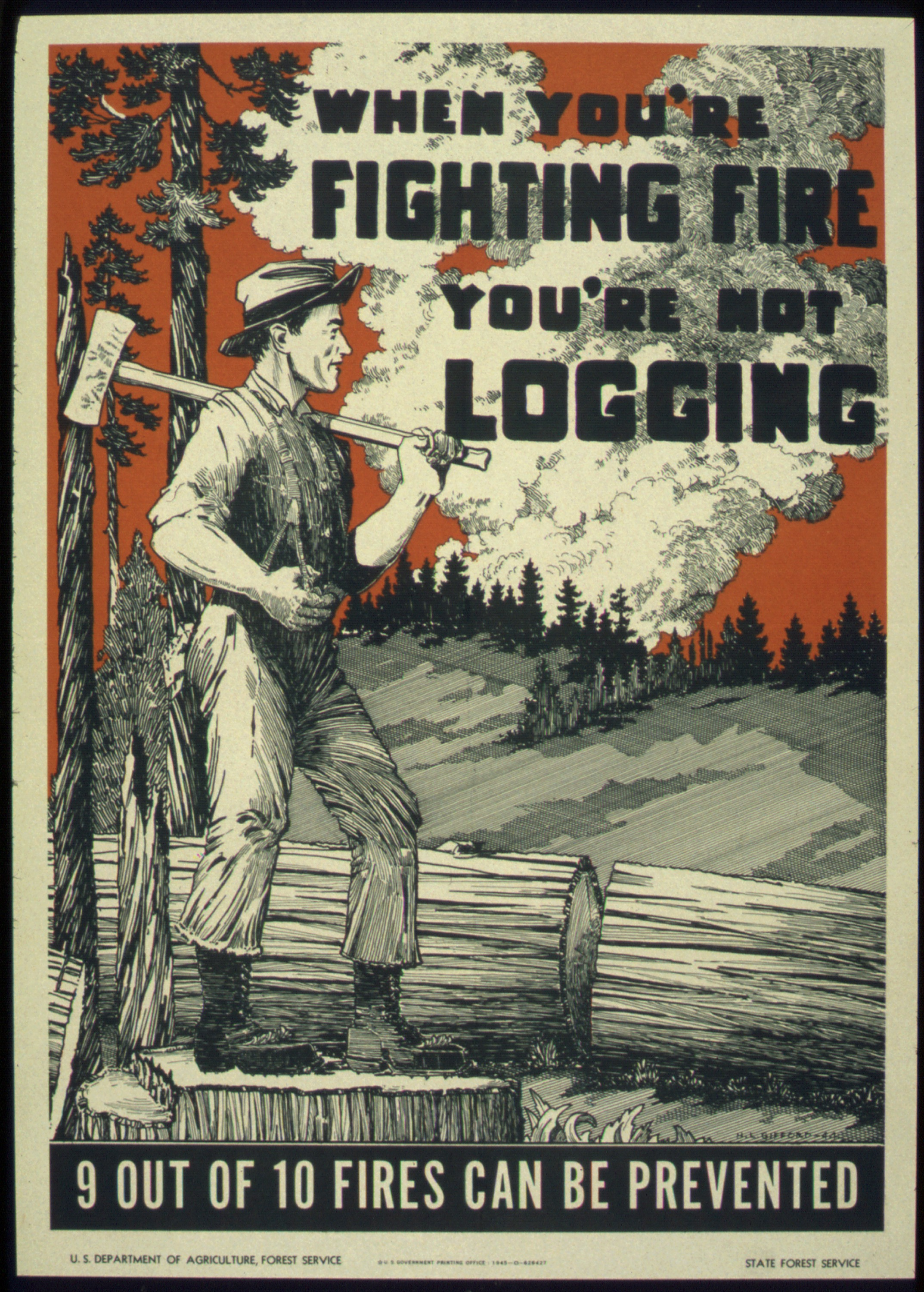
Légende d'une affiche de propagande de la NARA : Quand vous luttez contre le feu, vous ne pouvez pas bûcheronner ; 9 feux sur 10 pourraient être évités (NARA)

Un pare-feu ou coupe-feu (en anglais : « firebreak », « fireroad » ou « fire line »), est une coupe forestière linéaire, ou une infrastructure linéaire créée et/ou spécialement entretenue pour freiner l'extension rapide d'incendies de forêt ou feux de brousse, plus ou moins efficacement.

Il a souvent une double vocation :

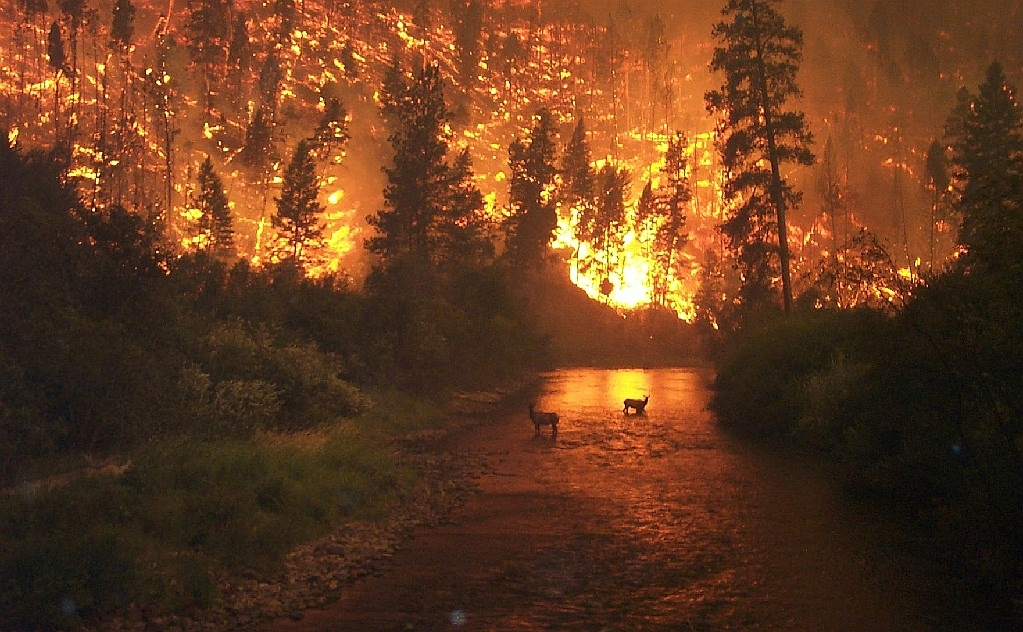
Une rivière ou une route, si elles sont en amont du feu (pas sous-leur vent) peuvent en limiter l'extension

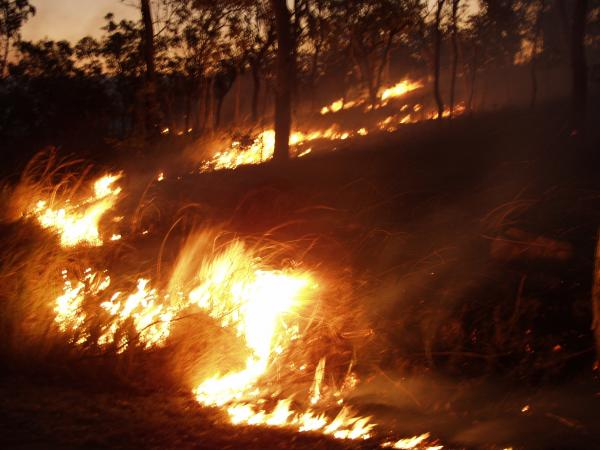
Les coupe-feu visent notamment à interrompre la continuité des chaumes secs de la strate herbacée, très inflammables en saisons sèche

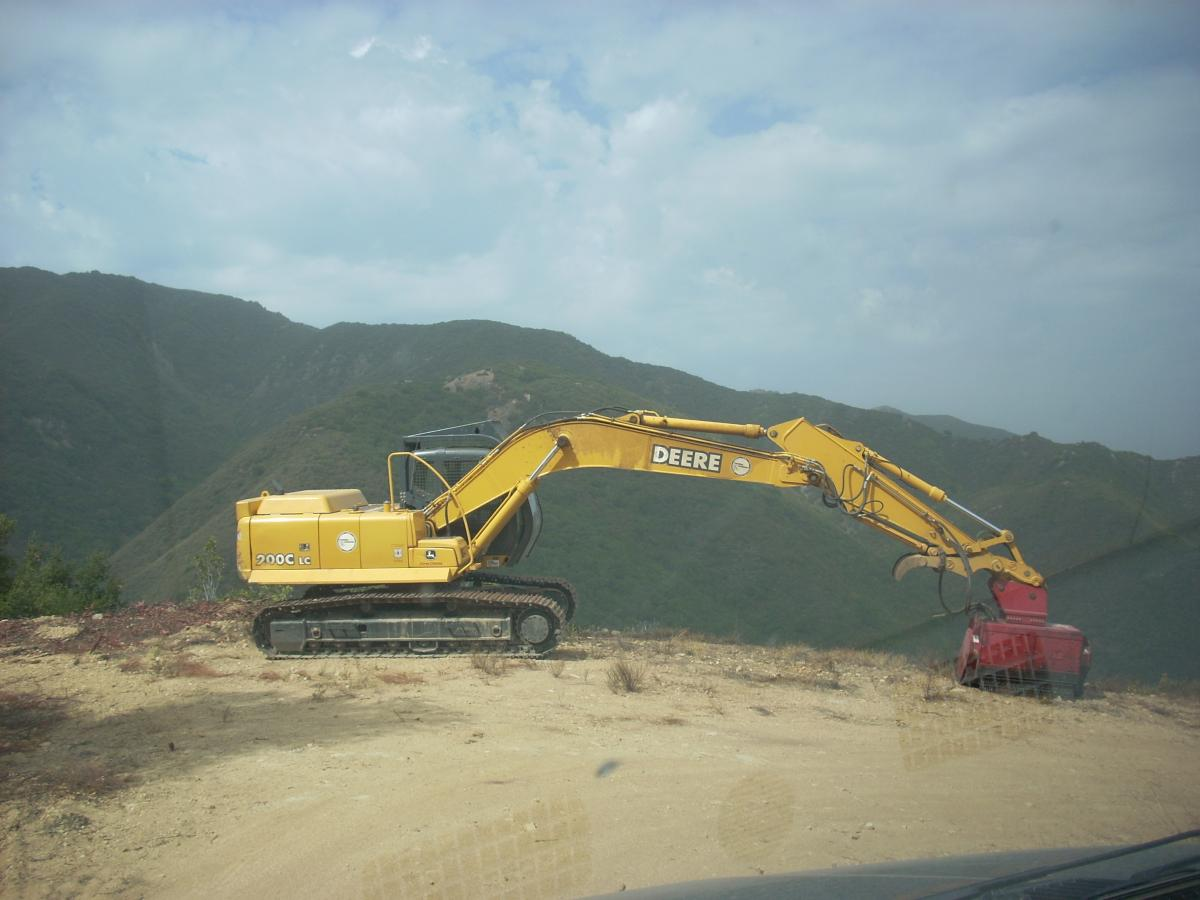
Broyeur de résidus (« Masticator ») destiné à « nettoyer » le terrain en limitant le risque de grand feu

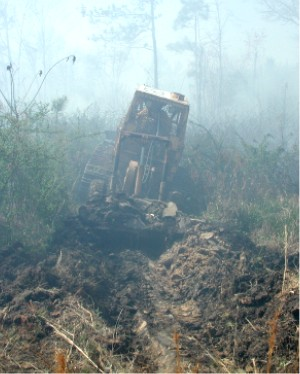
Creusement en urgence d'une tranchée pare-feux

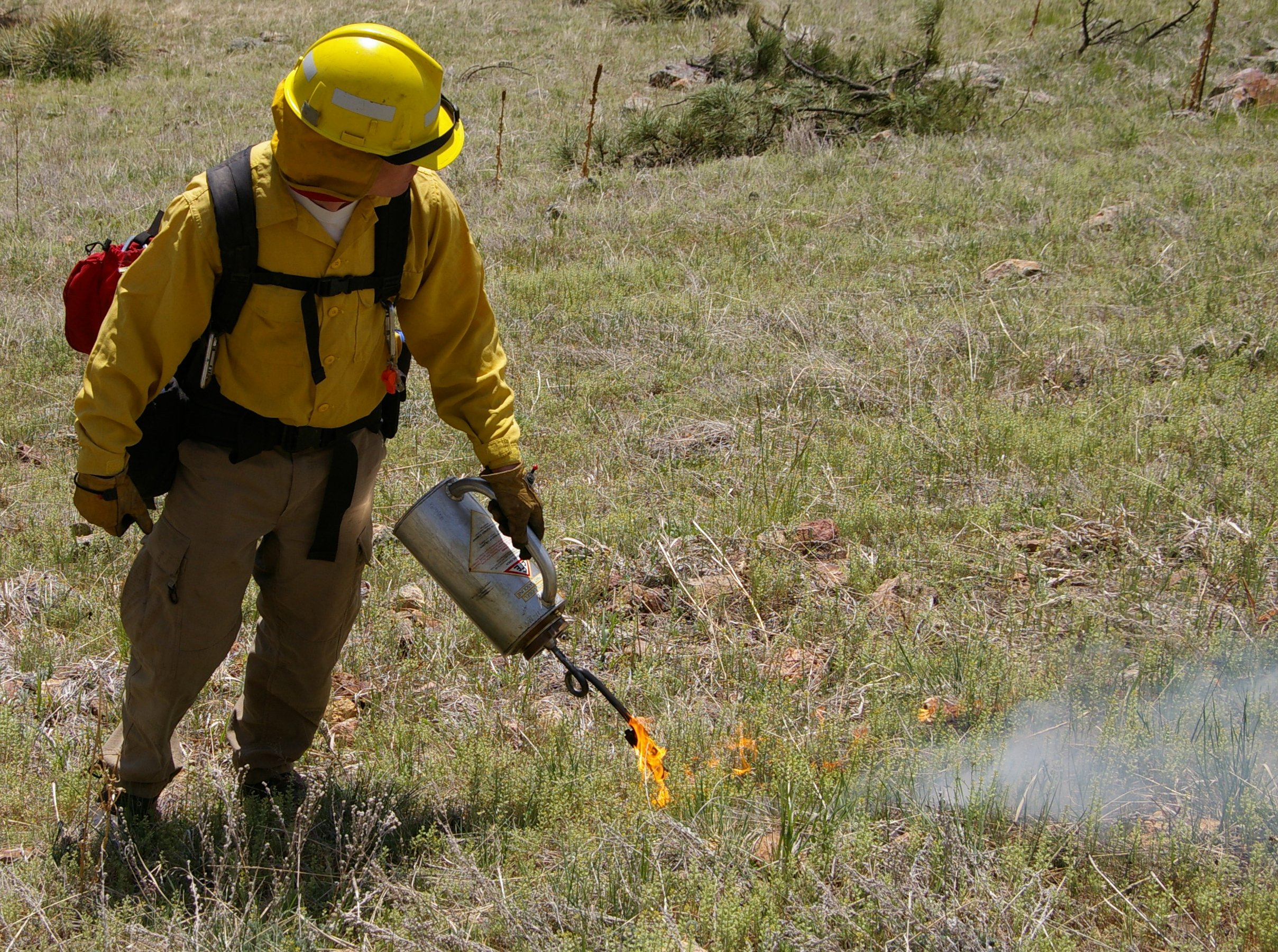
Des feux contrôlés sont une stratégie préventive depuis longtemps utilisée

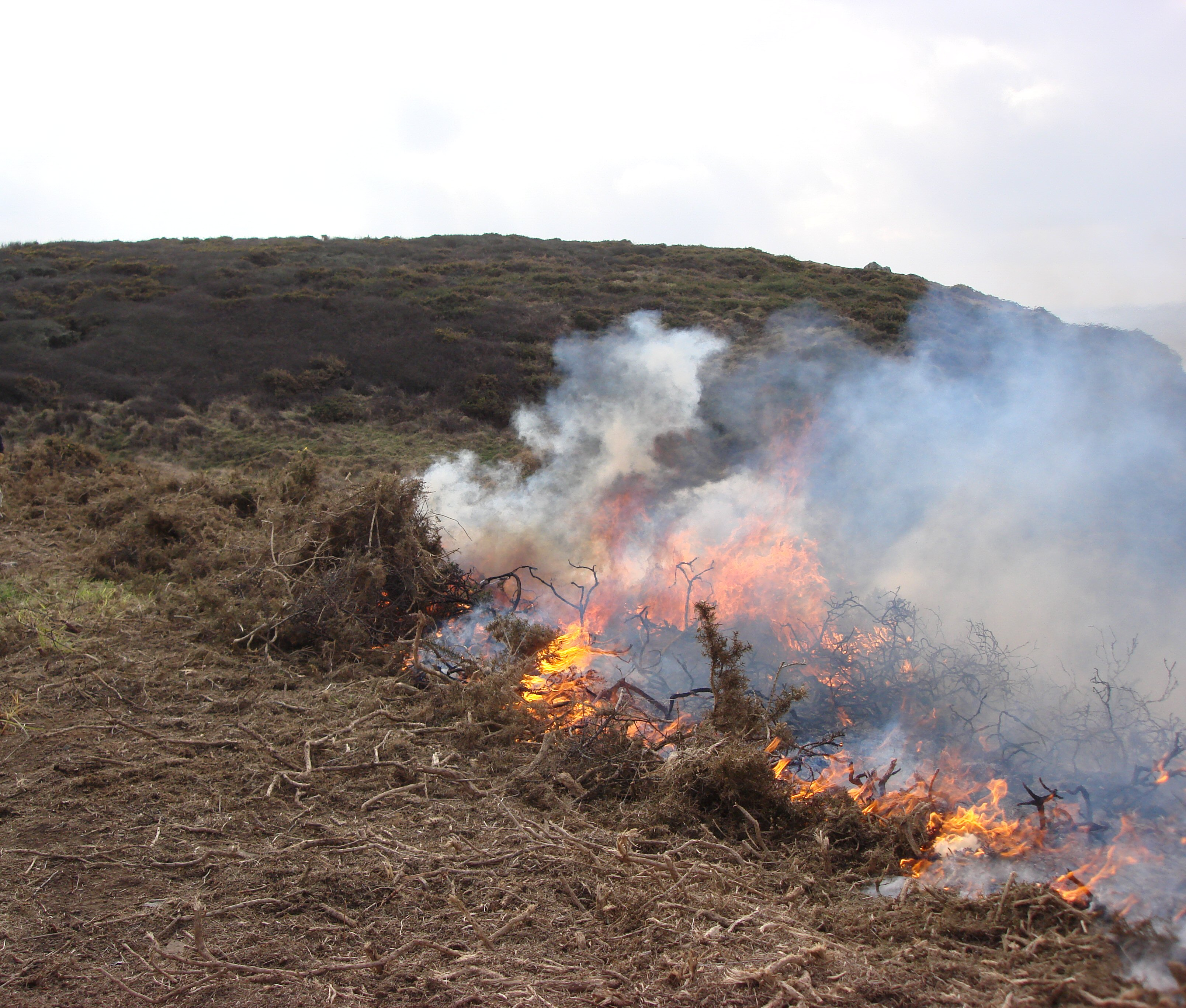
Les Feux contrôlés peuvent cependant à terme appauvrir le sol et sélectionner des plantes qui brûlent bien et dont les graines germent mieux après les incendies (exemple : ajonc d'Europe)

- barrière anti-incendies ou destinée à ralentir ou bloquer le feu ;
- réseaux de chemins facilitant la circulation des pompiers, secours, personnels d'entretien ou de surveillance, etc.

## Nature des coupe-feux
Ce sont habituellement des layons, chemins, allées (éventuellement bordées d'un ou deux fossés) qui doivent être aménagés et régulièrement entretenus. 
Ce sont parfois aussi des tranchées déboisées pour le passage de lignes électrique (de moyenne ou haute tension) ou d'un oléoduc qui jouent ce rôle avec plus ou moins d'efficacité.
Selon les contextes, ils sont désherbés, voire labourés ou au contraire plantés d'herbacées fauchées et/ou pâturées. 
En zone tropicale, on en distingue généralement quatre variantes
- nu : dégagé, parfois efficace pour de faibles superficies, et devant mesurer 30 m ou plus sur sols latéritiques ;
- sous végétation naturelle (entretenus par brûlages dirigés précoces, annuels, généralement en lisière d'un pare-feu plus large et nu (de 30 à 40 m où la végétation est également brûlée précocement ;
- cultivé : réservé aux meilleurs sols et à des cultures d'espèces ou variétés précoces, avec nettoyage des résidus susceptibles de brûler après récolte (mais le sol s'épuise rapidement, à terme au détriment de l'écosystème et de sa résilience écologique face au feu) ;
- arboré : ici on cherche une canopée dense freinant la pousse des herbacées qui colportent le feu. En Afrique de l'Ouest, les arbres peuvent par exemple être ; Anacardium occidentale, Azadirachta indica, Khaya senegalensis, et moindrement Anusphus mauritania (feuillage souvent trop clair), Anusphus mucronata. D'autres essences très feuillues telles que Gmelina arborea, Mangifera indica conviennent là où elles sont « en station »). La FAO recommande les essences ou variétés à petites feuilles car leur litière est moins combustible que celles des arbres à grandes feuilles. Certains pare-feux arborés sont plantés d'espèces ligneuses non appétibles et jouant un rôle de couloirs de transhumance où le bétail - si la pression de pâturage est adaptée - « tond » la strate herbacée en évitant qu'elle ne produise les chaumes qui brûlent facilement en saison sèche.

En zone méditerranéenne, les oliveraies sont utilisées comme pare-feux, ce qui a encouragé le subventionnement de leur replantation et de leur entretien.

## Efficacité

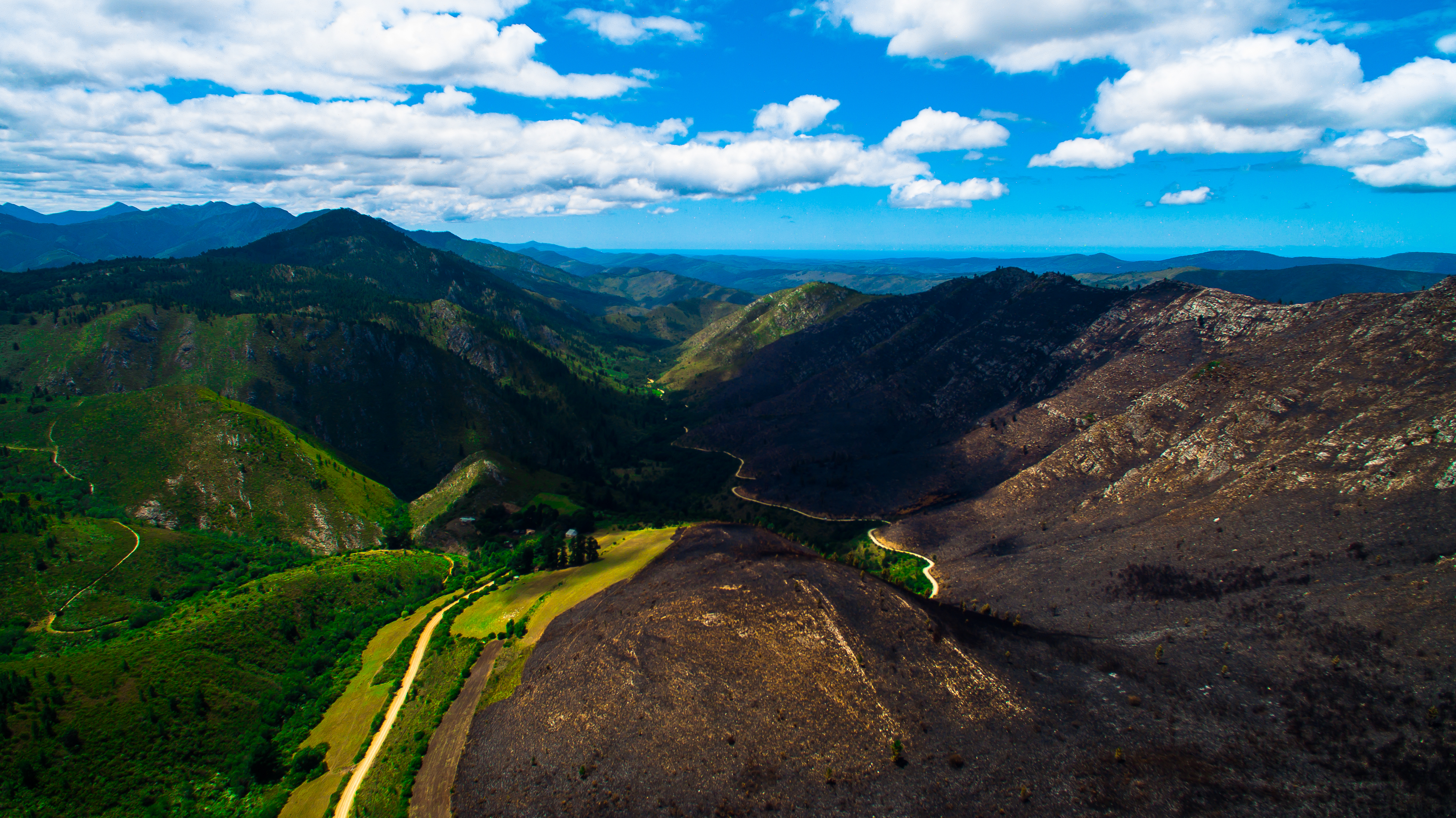
Exemple de résultat d'un dispositif coupe-feu

Les pare-feux ont une efficacité très variable selon la saison, le vent, l'intensité du feu et le contexte biogéographique. 
En zone aride ou sèche, les pare-feux se sont souvent montrés vains contre les grands incendies de forêt sauf si le feu et le vent sont modérés, et/ou si la forêt est assez humide et si le feu s'est déclaré au bord du pare-feu et contre le vent. En dépit des stratégies croissante de création et d'entretien de coupe-feu, les feux de forêts continuent globalement à progresser et les incendies touchent des surfaces de plus en plus grandes, malgré les coupe-feux. Ils semblent utiles dans de nombreuses situations, mais doivent toujours être accompagnés de stratégie plus globale de prévention du risque, et de formation, information.. 
En effet, en présence de vents forts (ce qui est généralement le cas lors des grands incendies) même des routes larges et les petites rivières sont traversées par le feu. Après une période sèche, même sans vent, les arbres déshydratés brûlent plus haut et le feu se propage alors loin par les envols de braises portées par les turbulences générées par l'incendie et les reliefs, éventuellement négativement modifiées par la trouée que constitue le coupe-feu.
Les coupe-feux sont inefficaces contre les grands incendies, sous leur vent. Même des fleuves ou canyons apparemment infranchissables ne peuvent garantir l'arrêt d'un grand incendie : par exemple, au pire moment de la saison des incendies du sud de la Californie, les vents de Santa Ana déposent un tapis de braises brûlantes sur les huit voies de certaines autoroutes proches du feu. Lors de l'incendie qui en 1988 a ravagé une partie du parc national de Yellowstone, des braises brûlantes ont pu traverser le Lewis Canyon, un canyon naturel qui mesure jusqu'à un mille (1 609 m) de largeur et 600 pieds (180 m) de profondeur.
Divers chercheurs et instituts étudient les incendies de forêts et leurs mécanismes de propagation. À l'avenir, des modélisations mathématiques incluant les vents, turbulence, le relief et un plus grand nombre de facteurs de risque pourraient améliorer leur conception et positionnement. Une meilleure gestion des coupe-feux pourrait augmenter leur efficacité, leur insertion paysagère tout en leur conférant des fonctions supplémentaires (corridor biologique, restauration des sols, lutte contre l'érosion, corridors de pâturage, etc.).
Des chercheurs ont étudié les facteurs expliquant que certains îlots forestiers soient épargnés par le feu au sein des grandes surfaces incendiées. Une étude des zones épargnées par un vaste incendie (de 1998) dans le nord-est de l’Espagne a mis en évidence l'importance de divers facteurs microclimatiques, ainsi que de la qualité de la couverture végétale du sol, de la pente et de son exposition, de la structure du peuplement. Cette étude a montré l’importance déterminante de la qualité de la couverture végétale du sol : les îlots épargnés par le feu sont plus fréquents là où la forêt est la moins fragmentée. Une des conclusions de ce travail est que contrairement à une idée répandue les coupe-feu peuvent faciliter ou accélérer la propagation du feu, de même que des lisières linéaires et artificielles, et qu'il faudrait défragmenter les forêts et restaurer l'intégrité écologique de ces milieux.

## Facteurs d'efficacité
L'efficacité d'un pare-feu peut aussi fortement varier selon la direction du vent au moment de l'incendie, et aussi dans le temps (par exemple, le labour est efficace les premières années, mais un labour répété, ainsi que la culture avec exportation des résidus, sont facteur de  rapide régression et dégradation des sols. Le pare-feu peut alors ne pas conduire directement le feu, mais le favoriser en ayant affaibli la résistance des lisières forestières au feu et à la déshydratation.

De même le passage répété d'engins lourds et/ou le surpiétinement favorisent-ils une diminution de la capacité des sols et du milieu à retenir l'eau et à la faire circuler, ce qui peut paradoxalement ensuite favoriser la propagation d'incendies.

Le brûlage dirigé doit être suivi d'entretiens réguliers, faute de quoi apparaît un nouveau risque, celui d'accumulation d'un nouveau combustible fin.

De manière générale, une mauvaise gestion du pare feu (drainage par fossés, écrasement des racines des arbres voisins, ou blessures aux mêmes arbres peut favoriser le feu sur ces lisières, par ailleurs éventuellement déshydratantes). on recommande maintenant une gestion légère par des troupeaux, plus efficaces que le broyage qui laisse des produits combustibles sur place.
À titre d'exemple, la forêt de Nazinon (Burkina Faso) a fait l'objet de plusieurs campagnes de réalisation de pare-feux, ainsi que de tours de guet et de « patrouilles de combat », avec des résultats finalement négatifs qui ont amené divers auteurs à conclure que la protection totale de la forêt était impossible pour des raisons tant pratiques que financières. Des feux précoces et contrôlés ont été préférés.
Dans tout le pays, les feux de forêt ont le plus souvent une origine humaine (pasteurs, apiculteurs, agriculteurs, forestiers…), la surveillance et la sensibilisation directe et constante des populations restent donc une priorité. En zone à risque (toutes les lisières de zones arides, sahéliennes notamment, et sur tous les sols peu fertiles, les feux, précoces ou tardifs, sont à proscrire, et une stratégie de bonne conservation et gestion de l'eau à développer. Paradoxalement, certains coupe-feux en facilitant la pénétration humaine dans des espaces éloignés peuvent aussi être un facteur de risque d'apparition d'incendie (là où les incendies sont surtout déclenchés par l'homme).
On admet généralement qu'une stratégie responsable d'aménagement des quartiers, lotissements ou communes exposées au feu doit inclure un volet pare-feux, mais les données manquent encore pour des recommandations de meilleures pratiques à long terme.

## Valorisation des coupe-feux
On a pu dans le passé encourager le ramassage et l'exportation du bois mort, du petit bois, voire des feuilles mortes, les impacts à long terme de ces pratiques ne sont pas encore bien mesurés, mais de par leur contribution à l'appauvrissement du milieu, ils pourraient avoir des effets secondaires et collatéraux paradoxaux (c'est-à-dire aboutissant à augmenter le risque d'incendie).
En zone tempérée ou semi-aride, on encourage maintenant plutôt la gestion des pare-feux par des troupeaux contrôlés, qui peuvent eux-mêmes devenir source de revenus, ou au moins de diminution des coûts d'entretien, tout en permettant une meilleure efficacité. Par exemple :
- À Cerbère (Pyrénées-Orientales, France) où le risque d'incendie est élevé environ 100 jours/an, l'ONF a combiné plusieurs activités sur les pare-feux : sylvopastoralisme, viticulture, culture du figuier de Barbarie et bientôt production d'olives et d'amandes.
- En Corse, une légumineuse sauvage autochtone (le trèfle souterrain, Trifolium subterraneum ) a été plantée, enrichissant le sol et le paysage tout en améliorant l'efficacité de la barrière contre le feu[7].

## Freins et difficultés
En zone à risque, une protection totale n'est jamais possible, mais en condition favorable le pare-feu s'avère utile (si la forêt est assez humide et de faible hauteur, et si les responsables de la gestion passent assez de temps à la surveillance et à l'entretien du coupe-feu qui se fait parfois aussi par des mises à feu (feu précoce provoqué)).
Les incendies ne s'arrêtant pas aux frontières, en zone à risque, une gestion globale et une surveillance constante sont nécessaires. 
La subsidiarité de la gestion des coupe-feux est parfois délicate. De plus, leur entretien éloigne ceux qui le pratiquent de leurs villages. Il est parfois difficile de compenser par des incitations financières ou non-financières leur perte de revenus, d'autant que cet entretien se fait souvent en zone tropicale à la pleine saison des travaux agricoles.